# 和歌山県道142号三田三葛線
和歌山県道142号三田三葛線（わかやまけんどう142ごう さんたみかずらせん）は、和歌山県和歌山市を通る一般県道である。

## 概要
和歌山市和田から和歌山市小雑賀に至る。
旧道は、和歌山市田尻を通る狭道。新道は、都市計画道路 南港山東線（全線和歌山県道13号和歌山橋本線と重複）を通る道である。

### 路線データ
- 起点：和歌山市和田（和歌山県道137号三田海南線旧道交点）
- 終点：和歌山市小雑賀（小雑賀交差点、和歌山県道13号和歌山橋本線上、和歌山県道135号和歌山海南線交点）
- 実延長：2.384 km

## 路線状況

### 重複区間
- 和歌山県道13号和歌山橋本線（和歌山市坂田 - 和歌山市小雑賀・小雑賀交差点（終点））

## 地理

### 通過する自治体
- 和歌山県
  - 和歌山市

### 交差する道路
| 交差する道路                                                        | 交差する場所 | 交差する場所        |
| ------------------------------------------------------------------- | ------------ | ------------------- |
| 和歌山県道137号三田海南線 / 旧道                                    | 和田         | 起点                |
| 和歌山県道13号和歌山橋本線 重複区間起点                             | 坂田         |                     |
| 和歌山県道135号和歌山海南線 / 旧道                                  | 中島         |                     |
| 和歌山県道13号和歌山橋本線 重複区間終点 和歌山県道135号和歌山海南線 | 小雑賀       | 小雑賀交差点 / 終点 |

### 交差する鉄道
- 紀勢本線

### 沿線
- 竈山神社
- 和歌山市立三田小学校